# 徳田誉
徳田 誉（とくだ ほまれ、2007年2月18日 - ）は、千葉県出身のプロサッカー選手。Jリーグ・鹿島アントラーズ所属。ポジションはフォワード（センターフォワード）。

## 略歴
千葉県出身。鹿島つくばジュニアユースを経て、鹿島ユースでプレー。2024年1月に2025年シーズンからのトップチーム昇格内定、および2種登録選手としてトップチームに登録されることが発表された。
2024年よりユースから二種登録となる。6月16日、J1第18節のアルビレックス新潟戦で途中出場しJ1リーグ戦デビューを果たした。7月24日、親善試合のブライトン戦で鈴木優磨のパスから得点を記録し、トップチーム初ゴールをマークした。9月14日、J1第31節のサンフレッチェ広島戦で途中出場してJ1リーグ戦初ゴールを記録した。これはかつて内田篤人がマークした17歳11か月22日のクラブ最年少ゴール記録を更新する、17歳6か月27日でのゴールだった。
2025年、トップチーム昇格を果たす。背番号は34。

## 所属クラブ
- 鹿島アントラーズつくばジュニア
- 鹿島アントラーズつくばジュニアユース
- 鹿島アントラーズユース（鹿島学園高等学校）
  - 2024年  鹿島アントラーズ（2種登録選手）
- 2025年 - 鹿島アントラーズ

## 個人成績
| 国内大会個人成績 | 国内大会個人成績 | 国内大会個人成績 | 国内大会個人成績 | 国内大会個人成績 | 国内大会個人成績 | 国内大会個人成績 | 国内大会個人成績 | 国内大会個人成績 | 国内大会個人成績 | 国内大会個人成績 | 国内大会個人成績 |
| 年度             | クラブ           | 背番号           | リーグ           | リーグ戦         | リーグ戦         | リーグ杯         | リーグ杯         | オープン杯       | オープン杯       | 期間通算         | 期間通算         |
| 年度             | クラブ           | 背番号           | リーグ           | 出場             | 得点             | 出場             | 得点             | 出場             | 得点             | 出場             | 得点             |
| 日本             | 日本             | 日本             | 日本             | リーグ戦         | リーグ戦         | リーグ杯         | リーグ杯         | 天皇杯           | 天皇杯           | 期間通算         | 期間通算         |
| ---------------- | ---------------- | ---------------- | ---------------- | ---------------- | ---------------- | ---------------- | ---------------- | ---------------- | ---------------- | ---------------- | ---------------- |
| 2024             | 鹿島             | 41               | J1               | 12               | 1                | 0                | 0                | 2                | 0                | 14               | 1                |
| 通算             | 日本             | 日本             | J1               | 12               | 1                | 0                | 0                | 2                | 0                | 14               | 1                |
| 総通算           | 総通算           | 総通算           | 総通算           | 12               | 1                | 0                | 0                | 2                | 0                | 14               | 1                |

- 2024年は2種登録

## 代表歴
- U-15日本代表 [5] [6] [7]

- U-16日本代表
  - ルーマニア遠征 (2022年5月) [8]
  - U-16インターナショナルドリームカップ (2022年6月) [9]
  - AFC U17アジアカップ予選 (2022年10月、ヨルダン) [10]
  - パラグアイ遠征 (2022年12月) [11]

- U-17日本代表
  - アルジェリア遠征 (2023年3月、辞退) [12]
  - フランス遠征 (2023年9月、不参加) [13]
  - 2023 FIFA U-17ワールドカップ (2023年11月、インドネシア) [14]

- U-18日本代表
  - スペイン遠征 (2024年10月) [15]